# Emmi Zeulner

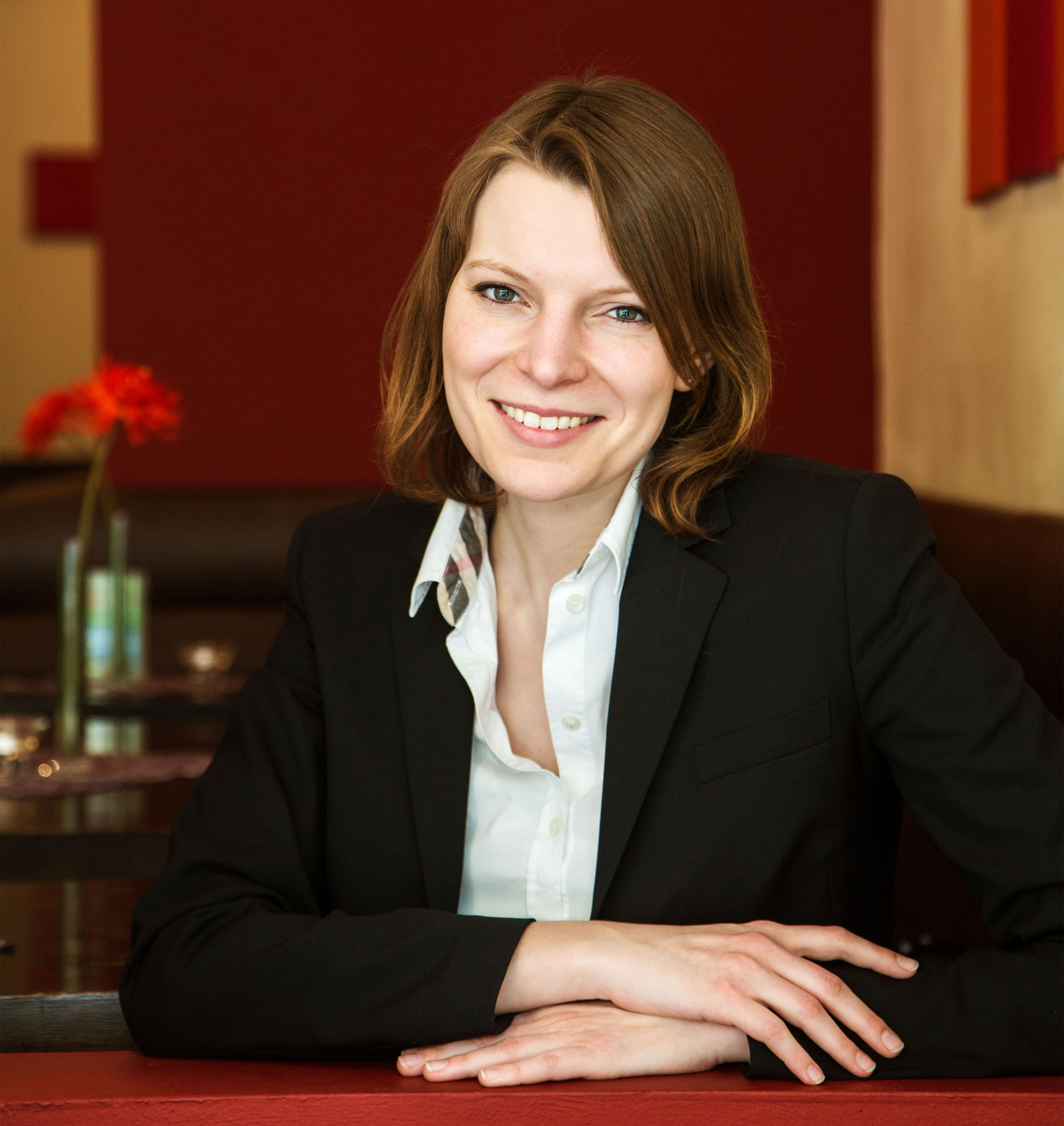
Emmi Zeulner (2013)

Emmi Zeulner (* 27. März 1987 in Lichtenfels, Oberfranken) ist eine deutsche Politikerin (CSU). Seit 2013 ist sie Mitglied des Deutschen Bundestages und vertritt den Wahlkreis Kulmbach.

## Leben und Ausbildung
Zeulner stammt aus einer oberfränkischen Gastwirtsfamilie in Lichtenfels und hat vier Geschwister. Sie war Korbstadtkönigin ihrer Heimatstadt, die für ihre Flechtkultur bekannt ist. Nach dem Abitur absolvierte Zeulner eine Ausbildung zur Gesundheits- und Krankenpflegerin, anschließend begann sie ein Studium der Volkswirtschaftslehre (European Economic Studies) an der Otto-Friedrich-Universität Bamberg. Aufgrund ihrer Wahl in den Bundestag 2013 setzte sie ihr Studium nicht weiter fort, um sich ganz auf ihr Bundestagsmandat zu konzentrieren.

## Politische Laufbahn

### Partei und Funktionen
Zeulner trat im Alter von 18 Jahren der Jungen Union bei, 2008 auch der CSU. Im selben Jahr übernahm sie einen Sitz im heimischen Stadtrat, zog in den Kreistag des Landkreises Lichtenfels ein und wurde in den Vorstand des CSU-Kreisverbands Lichtenfels gewählt. Seit Mai 2025 ist sie Kreisvorsitzende der CSU Lichtenfels. Auf Bezirksebene wirkt Zeulner seit 2011 im Vorstand der CSU Oberfranken mit; 2019 wurde sie zur stellvertretenden Bezirksvorsitzenden gewählt. Eine Kandidatur für den Bezirksvorsitz im Juni 2025 blieb ohne Erfolg, sie ist weiter stellvertretende Vorsitzende. Zudem gehört sie dem CSU-Parteivorstand an.

### Deutscher Bundestag
Im Januar 2013 wurde Zeulner von der CSU als Direktkandidatin zur Bundestagswahl 2013 für den Bundestagswahlkreis Kulmbach, den ehemaligen Wahlkreis von Karl-Theodor zu Guttenberg, nominiert, der seit 1950 jeweils mit großer Mehrheit an die Union fällt. Bei der Bundestagswahl am 22. September 2013 erzielte sie mit 56,9 Prozent das beste Erststimmenergebnis in Oberfranken.

#### 18. Wahlperiode 2013–2017
Im 18. Deutschen Bundestag (2013–2017) war Zeulner jüngste direkt gewählte Abgeordnete. Sie saß als ordentliches Mitglied im Gesundheitsausschuss und war stellvertretendes Mitglied in den Ausschüssen für Ernährung und Landwirtschaft sowie Verteidigung.

#### 19. Wahlperiode 2017–2021
Bei der Bundestagswahl 2017 verteidigte sie ihr Mandat, sie war im 19. Deutschen Bundestag Obfrau im Ausschuss für Bau, Wohnen, Stadtentwicklung und Kommunen, Mitglied des Ausschusses für Bau, Wohnen, Stadtentwicklung und Kommunen und des Gesundheitsausschusses sowie stellvertretendes Mitglied im Verteidigungsausschuss, im Ausschuss für Arbeit und Soziales und im 1. Untersuchungsausschuss des Verteidigungsausschusses der 19. Wahlperiode des Deutschen Bundestages.

#### 20. Wahlperiode 2021–2025
Auch bei der Bundestagswahl 2021 erhielt sie erneut das Direktmandat im Wahlkreis Kulmbach. Mit einem Erststimmenergebnis von 47,8 Prozent erzielte Zeulner das beste Erststimmenergebnis für die CSU, das drittbeste für die Unionsparteien insgesamt und das viertbeste bundesweit.
In der 20. Legislaturperiode gehörte Zeulner im Bundestag dem Gesundheitsausschuss als Ordentliches Mitglied sowie dem Ausschuss für Wohnen, Stadtentwicklung, Bauwesen und Kommunen als Ordentliches Mitglied und Obfrau der Unionsfraktion an. Außerdem war sie stellvertretendes Mitglied im Verteidigungsausschuss. In der Arbeitsgruppe Wohnen, Stadtentwicklung, Bauwesen und Kommunen der Unionsfraktion war sie deren stellvertretende Vorsitzende.

#### 21. Wahlperiode
Zeulner trat bei der Bundestagswahl 2025 zum vierten Mal als Direktkandidatin der CSU im Bundestagswahlkreis Kulmbach an und holte mit 49,3 Prozent der Erststimmen bundesweit das zweitbeste Erststimmenergebnis überhaupt. Im 21. Deutschen Bundestag gehört sie dem Ausschuss für Wohnen, Stadtentwicklung, Bauwesen und Kommunen an und ist Obfrau der Unionsfraktion im Ausschuss für Gesundheit. Stellvertretendes Mitglied ist sie im Verteidigungsausschuss sowie im Ausschuss für Bildung, Familie, Senioren, Frauen und Jugend.

## Politische Positionen
2019 forderte Zeulner eine Begrenzung von finanziellen Eigenbeteiligungen von Pflegebedürftigen. Dies müsse laut Zeulner durch einen Systemwechsel geschehen, damit ältere Menschen nicht durch Pflegebedürftigkeit in Armut geraten.
Bei der 2019 erlassenen Neufassung des Hebammengesetzes kritisierte Zeulner, dass, auch wenn sie die Akademisierung generell als positiv empfand, diese nicht den bei vielen Geburtsstationen bestehenden Personalmangel behebe. Durch die Akademisierung würde der „Beruf der Hebamme […] gerade auch in der Hierarchie zu den Ärztinnen und Ärzten im Kreissaal aufgewertet“. Zeulner forderte zudem, den Wiedereinstieg in den Beruf durch eine Kostenübernahme notwendiger Weiterbildungen durch gesetzliche Krankenkassen zu erleichtern.
Zeulner kritisierte 2021 den damaligen Bundestagspräsidenten Wolfgang Schäuble aufgrund seiner Einmischung bei der Auswahl des Kanzlerkandidaten für die Unionsparteien. Schäuble habe die Wahl „im Hinterzimmer ausgekartelt“, was „Entscheidungsfindungsprozesse wie vor hundert Jahren“ seien.

## Privat
Zeulner ist römisch-katholischer Konfession. Sie ist mit dem CSU-Landtagsabgeordneten Jürgen Baumgärtner liiert, mit dem sie eine gemeinsame Tochter hat.

## Mitgliedschaften und Ehrenamt
Zeulner ist Mitglied der überparteilichen Europa-Union Deutschland, die sich für ein föderales Europa und den europäischen Einigungsprozess einsetzt. Zusätzlich engagiert sie sich ehrenamtlich als Vorsitzende des Gesundheitsnetzwerks „Health Care Bayern“.